# Knischatiria abnormis
Knischatiria abnormis är en spindelart som beskrevs av Jörg Wunderlich 1976. Knischatiria abnormis ingår i släktet Knischatiria och familjen täckvävarspindlar.
Artens utbredningsområde är Queensland. Inga underarter finns listade i Catalogue of Life.